# Korina Sanchez
Korina Sanchez (Hongkong, 5 oktober 1964) is een Filipijns journaliste en televisiepersoonlijkheid. Sanchez is een van de boegbeelden van ABS-CBN, waar ze sinds 1986 werkzaam is.

## Biografie
Sanchez begon haar carrière als 18-jarige bij MBS Channel 4, een staatszender, onder controle van toenmalig president Ferdinand Marcos. Nadat ze was begonnen als weervrouw, werd ze al snel nieuwslezeres, verslaggeefster en invalster voor een van de vaste news anchors. Na de val van Marcos en het herstel van de persvrijheid onder opvolger Corazon Aquino, ging Sanchez werken bij ABS-CBN. Dit station van de familie Lopez, was bij het uitroepen van de staat van beleg in september 1972 gesloten door Marcos en was nu heropend. Nadat ze in eerste instantie vooral actief was als verslaggeefster ter plekke, werd ze later ook actief in andersoortige functies. Ze werd uitvoerend producent en presentatrice van programma's als 'Magandang Umaga Po' met co-host Noli de Castro, 'Bayan Ko Sagot Ko', 'Hoy Gising!', 'Options', 'Balitang K', 'Isyu 101' and 'Pulso: Aksyon Balita'. Samen met Kris Aquino presenteerde ze anderhalf jaar lang het entertainmentprogramma 'Morning Girls'. Rond die tijd startte ze ook met het presenteren van radioprogramma's. Zo was ze samen met Ted Failon co-host van het socio-politieke programma 'Aksyon Ngayon' op DZMM, een radiostation van ABS-CBN Broadcasting Corporation. Later werd het programma hernoemd naar 'Tambalang Failon at Sanchez'. Toen Failon in 2001 werd gekozen als lid van het Filipijnse Huis van Afgevaardigden, presenteerde ze het programma onder de naam 'Korina sa Umaga' de drie jaar daarna alleen. Na drie jaar werd het programma weer 'Tambalang Failon at Sanchez' genoemd, na de terugkeer van Failon als co-host. Het radioprogramma won in haar lange geschiedenis vele prijzen en onderscheidingen Sanchez was naast haar televisie en radiowerk ook nog actief als columnist voor The Manila Times, Jarius Bondocs ISYU en Balita sa Hapon.
Toen De Castro in 2001 de politiek inging werd Sanchez door de zender gekozen als de eerste vrouwelijke anchor van het belangrijkste programma van ABS-CBN, 'TV Patrol'. Drie jaar later werd ze van het programma afgehaald, toen '24 Oras' van de grote rivaal GMA 7 met Mel Tiangco betere kijkcijfers behaalde dan 'TV Patrol'. Ze werd daarop benoemd tot "Chef Correspondentie" van ABS-CBN.

## Privéleven
Korina Sanchez had in het verleden meer dan tien jaar lang een relatie met Benigno Aquino III, de zoon van president Corazon Aquino en senator Benigno Aquino jr.. Sinds 2004 heeft ze een relatie met senator Mar Roxas. Op 25 april 2009 maakte ze in een aflevering van de ABS-CBN show Wowowee bekend dat zij en Roxas inmiddels verloofd waren.. Op 27 oktober 2009 trouwde ze met Roxas, in aanwezigheid van vele prominente Filipino's, zoals vicepresident Noli de Castro, voormalig president Joseph Estrada, opperrechter Reynato Puno, voormalig opperrechter Artemio Panganiban, senator Benigno Aquino III en diens zus, actrice Kris Aquino.